# Herodes de Palmira
Septimio Herodiano (en latín, Septimius Herodianus) o Hairan (muerto en 267) fue hijo y rey asociado de Septimio Odenato de Palmira. A través del matrimonio de su padre con Zenobia, Hairan tuvo un hermano o medio-hermano con el mismo nombre, Hairan II.

## Vida
Herodes nació como hijo de Odenato y de su primera mujer de nombre desconocido, y fue pronto escogido como sucesor. En 251 es mencionado en una inscripción junto con su padre como senadores y exarcas de Palmira. Herodes fue coronado Rey de Reyes por su padre; la evidencia de la coronación es una dedicatoria inscrita en la base de una estatua de Palmira que está sin datar. Sin embargo, la dedicatoria fue hecha por Septimio Vorod como duumviri de Palmira, un cargo ocupado por Worod entre 263 y 264. De ahí se deduce que la coronación tuvo lugar c. 263. La dedicatoria implica que Herodes derrotó a un ejército persa en el Orontes.
La inscripción que celebra la coronación de Hairan le menciona con el nombre de Herodiano (Herodianus). Es posible que la inscripción de Hairan del 251 no sea igual que la de Herodiano del 263, pero esto es discutido por Udo Hartmann, quien concluye que la razón para la diferencia en la ortografía se debe a la lengua utilizada en la inscripción (Herodianus en la versión griega), y significa que el hijo mayor de Odenato es Hairan Herodiano.
Herodiano fue probablemente asesinado con su padre bajo circunstancias no aclaradas en 267. Joannes Zonaras, señaló a un primo llamado Meonio como el asesino, mientras que la (especialmente respecto al siglo III) poco fiable Historia Augusta indica que la mujer de Odenato, Zenobia sería la instigadora. Otra posibilidad es que fuera organizado por el emperador Galieno, que temía que Odenato se volviera demasiado poderoso.